# Antimovo (Silistra)
Antimovo (Bulgaars: Антимово) is een dorp in het noordoosten van Bulgarije. Het dorp is gelegen in de gemeente Toetrakan in de oblast Silistra. Het dorp ligt hemelsbreed 47 km ten zuidwesten van Silistra en 307 km ten noordoosten van Sofia.

## Geschiedenis
Na de val van de Ottomaanse heerschappij op de Balkan in 1877 werd het dorp onderdeel van Vorstendom Bulgarije, maar door het Verdrag van Boekarest (1913) werd het toegekend aan het koninkrijk Roemenië. Na een korte Bulgaarse heerschappij tijdens de Eerste Wereldoorlog, werd het door krachtens het Verdrag van Neuilly weer teruggegeven aan het Koninkrijk Roemenië. Het Verdrag van Craiova (1940) kende het gebied uiteindelijk toe aan Bulgarije.

## Bevolking
Op 31 december 2020 telde het dorp Antimovo slechts 36 inwoners. Het aantal inwoners vertoont al jaren een dalende trend: in 1946 woonden er nog 729 personen in het dorp.
|  |

In het dorp wonen nagenoeg uitsluitend etnische Bulgaren. In de officiële volkstelling van 2011 identificieerden 48 van de 52 ondervraagden zichzelf als etnische Bulgaren. De overige 4 ondervraagden waren etnische Turken.
| Etnische samenstelling van de respondenten (2011) | Etnische samenstelling van de respondenten (2011) | Etnische samenstelling van de respondenten (2011) | Etnische samenstelling van de respondenten (2011) | Etnische samenstelling van de respondenten (2011) |
| ------------------------------------------------- | ------------------------------------------------- | ------------------------------------------------- | ------------------------------------------------- | ------------------------------------------------- |
|                                                   |                                                   |                                                   |                                                   |                                                   |
| Bulgaren                                          | Bulgaren                                          |                                                   | 92,3%                                             | 92,3%                                             |
| Turken                                            | Turken                                            |                                                   | 7,7%                                              | 7,7%                                              |
| Roma                                              | Roma                                              |                                                   | 0,0%                                              | 0,0%                                              |
| Anders/Onbekend                                   | Anders/Onbekend                                   |                                                   | 0,0%                                              | 0,0%                                              |

## Afbeeldingen

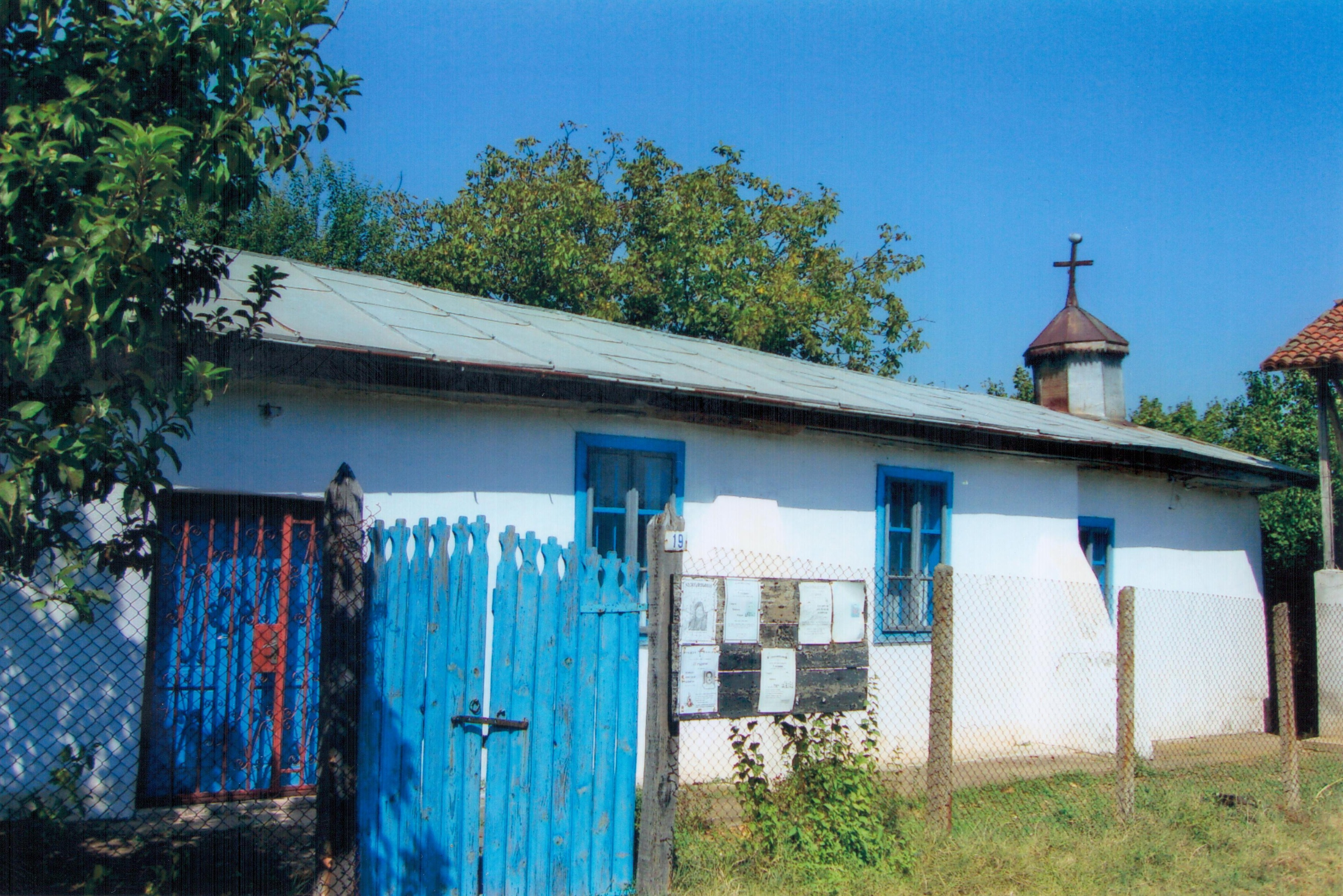
De kerk van het dorp Antimovo
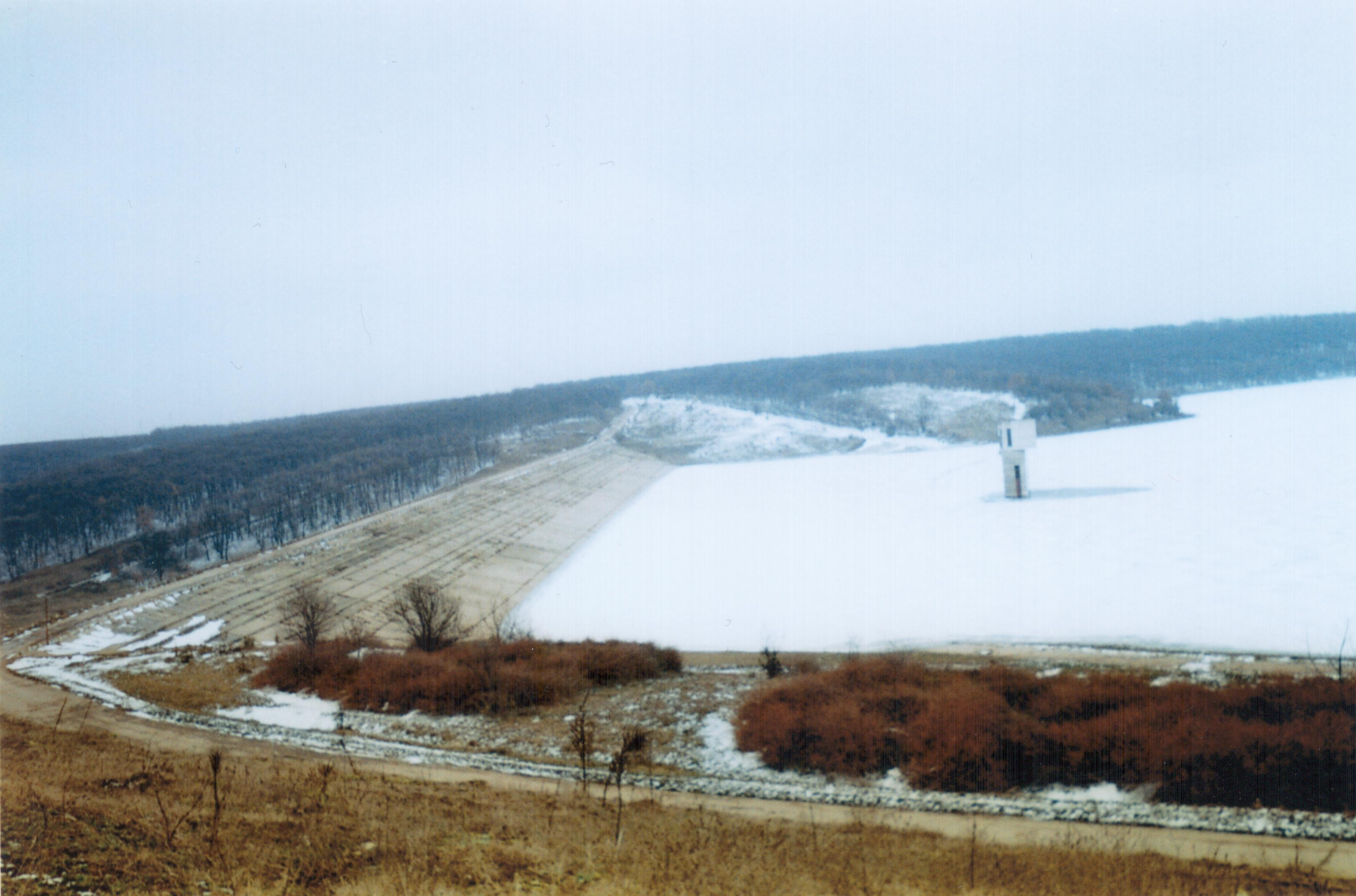
Een waterdam in de buurt van het dorp
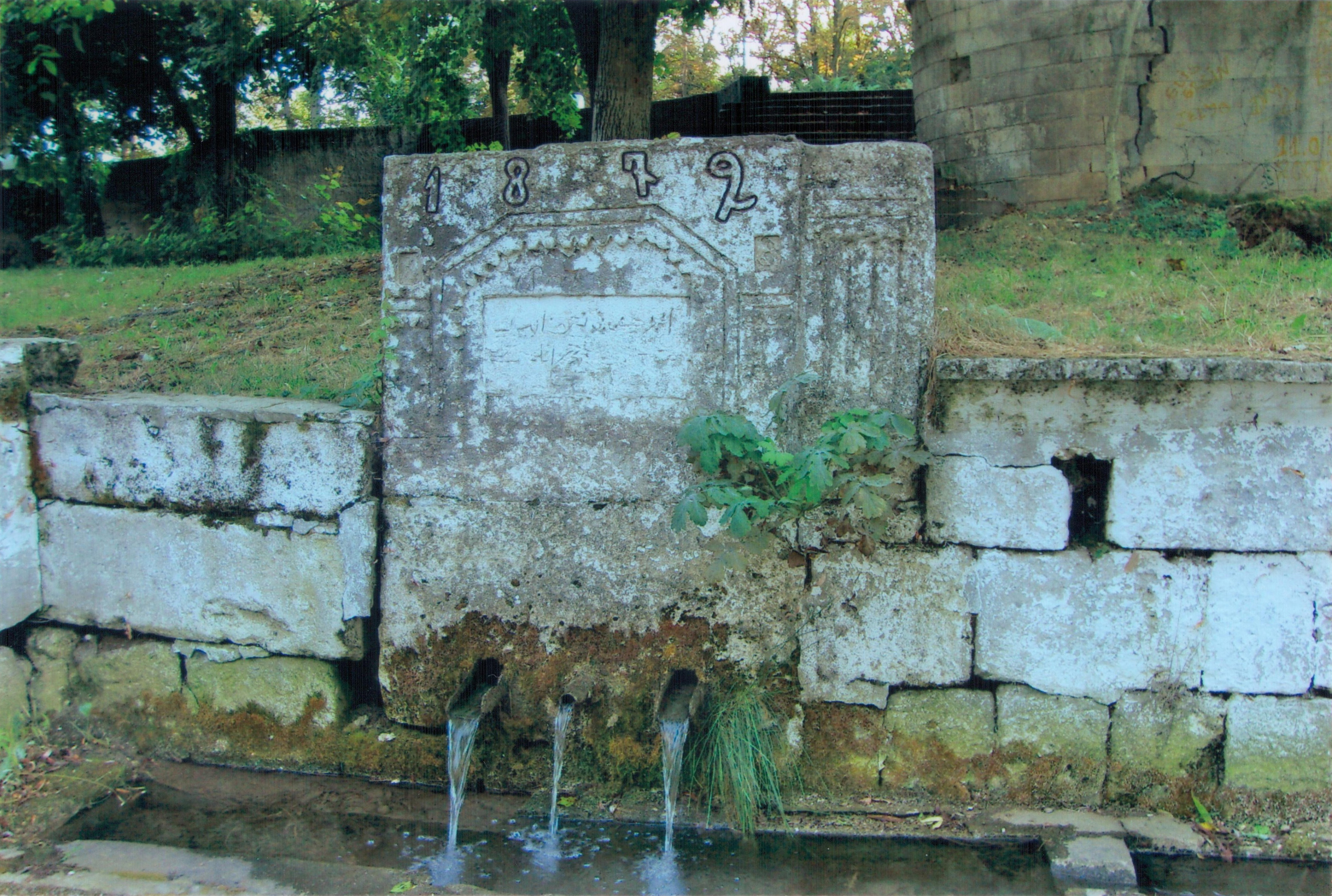
Een waterbron in het dorp

Antimovo - Belitsa - Brenitsa - Doenavets - Nova Tsjerna - Pozjarevo - Preslavtsi - Sjoementsi - Sjanovo - Staro Selo - Tarnovtsi - Toetrakan - Tsarev Dol - Tsar Samoeil - Varnentsi